# Polytonische Orthographie
Die polytonische Orthographie (neugriechisch πολυτονικό σύστημα γραφής politonikó sístima grafís) ist ein System von Akzenten und anderen, die Buchstaben ergänzenden Zeichen, das für die altgriechische Sprache entwickelt wurde. Der Begriff polyton oder polytonisch (von altgriechisch πολυτονικός polytonikós) bedeutet wörtlich „mehrtönig“ oder „vieltönend“ (vergleiche Polytonalität) sowie speziell in sprachlichen Zusammenhängen „mehrere Tonzeichen enthaltend“. Für die amtliche Schreibung des Neugriechischen wurde dieses System 1982 vom griechischen Parlament zugunsten der monotonischen Orthographie abgeschafft.

## Allgemein
Die polytonische Orthographie ergänzt die Buchstaben durch acht verschiedene, Diakritika genannte Zeichen, die die altgriechische Aussprache der klassischen Zeit anzeigen. Sie lassen sich gruppieren in drei Akzente für die unterschiedlichen Tonhöhen, zwei Hauchlaute (Spiritus), ein Zeichen für das Ergebnis einer Krasis und zwei Zeichen für den in der griechischen Sprachgeschichte verstummten i-Laut.
1. Der Akut, der einen Steigton anzeigt, griechisch ὀξεῖα („Schärfe“ [ursprünglich: „scharfer Gesang“, Sinn: „scharfer Akzent“]; altgriechische Aussprache oxeîa, neugriechische Aussprache oxía).
2. Der Gravis für den Fallton, griechisch βαρεῖα („Schwere“ [ursprünglich: „schwerer Gesang“, Sinn: „schwerer Akzent“]; altgriechisch bareîa, neugriechisch varía).
3. Der Zirkumflex für einen Steig- und Fallton, griechisch περισπωμένη („[die] Umgebogene“ [Sinn: „umgebogener Akzent“]; altgriechisch perispōménē, neugriechisch perispoméni) und ὀξυβαρεῖα („Schärfe und Schwere“ [ursprünglich: „scharfer und schwerer Gesang“, Sinn: „erst scharfer, dann schwerer Akzent“]; altgriechisch oxybareîa, neugriechisch oxyvaría).
4. Der Spiritus asper, der anzeigt, dass ein Wort mit dem Laut [h] beginnt (wie in Hygiene: ὑγιεινή hygieinḗ), griechisch δασεῖα („[die] Raue“ [Sinn: „rauer Hauchlaut“]; altgriechisch daseîa, neugriechisch dasía).
5. Der Spiritus lenis, der anzeigt, dass ein Wort nicht mit [h] beginnt, griechisch ψῑλότης (altgriechisch psilótēs, neugriechisch psilótis) und ψιλή („[die] Schlichte“ [Sinn: „schlichter Hauchlaut“]; altgriechisch psilḗ, neugriechisch psilí). Teilweise, nicht mehrheitlich, wird vermutet, dass im Altgriechischen der Spiritus lenis für den Laut [ʔ] stand.
6. Die Koronis, die genauso aussieht wie der Spiritus lenis und im Wortinneren anzeigt, dass ein Wort durch Krasis entstanden ist, griechisch κορωνίς („gekrümmtes [Zeichen]“; korōnís).
7. Das Iota subscriptum erscheint unter dem betreffenden Buchstaben in modernen Texten, sofern er ein Kleinbuchstabe (Minuskel) ist, griechisch (Ἰῶτα) ὑπογεγραμμένη („[die] Untergeschriebene“ [Sinn: „unterschriebenes Iota“ – entspricht lateinischer Bezeichnung]; altgriechisch [Iṓta] hypogegramménē, neugriechisch [Iṓta] ipojegramméni).
8. Das Iota adscriptum hinter dem betreffenden Buchstaben in modernen Texten anstelle des Iota subscriptum bei Großbuchstaben (Majuskel), griechisch (Ἰῶτα) προσγεγραμμένη („[die] Dazugeschriebene“ [Sinn: „dazugeschriebenes Iota“ – entspricht lateinischer Bezeichnung]; altgriechisch [Iṓta] prosgegramménē, neugriechisch [Iṓta]prosjegramméni).

Der Akut- und der Gravisakzent können auf allen Vokalen stehen. Der Zirkumflex kann auf allen langen Vokalen angebracht werden, also nicht auf Epsilon und Omikron, die stets kurz sind.
Die Hauchlaute Spiritus asper und Spiritus lenis können außer auf Vokalen auch auf dem Rho stehen. Sie stehen bei Kleinbuchstaben auf und bei Großbuchstaben vor dem ersten Buchstaben eines Worts. Beginnt dieses mit einem Diphthong oder einem mit zwei Buchstaben ausgedrückten Laut (ου, ursprünglich ebenfalls ein Diphthong), stehen sie auf dem zweiten Buchstaben. Auf dem Ypsilon am Wortanfang steht immer ein Spiritus asper.
Das Iota subscriptum bzw. adscriptum hat sich aus den Langdiphthongen āi, ēi und ōi entwickelt, die αι, ηι und ωι geschrieben wurden und bis mindestens in die Zeit des Frühhellenismus auch noch gesprochen wurden, dann aber verstummten. Beide Zeichen sind daher auf Alpha, Eta und Omega beschränkt. Im Gegensatz zu einem „normalen“ Iota kann das Iota adscriptum weder einen Akzent noch einen Spiritus tragen.
Zusätzlich sind die verschiedenen Gruppen der Diakritika untereinander kombinierbar, so gibt es beispielsweise ein großes Eta mit Spiritus asper, Gravis und Iota adscriptum: ᾛ. (Hinweis)
Griechische Wörter können nur auf einer der drei letzten Silben betont sein. Der Akut kann die Betonung auf jeder dieser Silben bezeichnen; auf der letzten Silbe wird er in einen Gravis verwandelt, wenn ein weiteres betontes Wort folgt, außer wenn vor dem nächsten Wort ein Satzzeichen folgt; der Zirkumflex kann nur auf den beiden letzten Silben gesetzt werden. Je nach der Verwendung der Akzente werden unterschieden:
1. Oxýtonon – mit Akut (oder Gravis) auf der letzten Silbe
2. Paroxýtonon – mit Akut auf der vorletzten Silbe
3. Proparoxýtonon – mit Akut auf der drittletzten Silbe (∗)
4. Perispómenon – mit Zirkumflex auf der letzten Silbe
5. Properispómenon – mit Zirkumflex auf der vorletzten Silbe. (∗)
6. Barýtonon – ohne Akzent auf der letzten Silbe, also alle Paroxytona, Proparoxytona, Properispomena, ebenso wie alle Wörter ohne Akzentzeichen

|                                                     |                                        | Platzierung des Akzents       | Platzierung des Akzents | Platzierung des Akzents |
| Antepänultima drittletzte Silbe, vorvorletzte Silbe | Pänultima Vorendsilbe, vorletzte Silbe | Ultima Endsilbe, letzte Silbe |                         |                         |
| --------------------------------------------------- | -------------------------------------- | ----------------------------- | ----------------------- | ----------------------- |
| Art des Akzents                                     | Zirkumflex                             | –                             | Properispomenon (∗)     | Perispomenon            |
| Art des Akzents                                     | Akut                                   | Proparoxytonon (∗)            | Paroxytonon             | Oxytonon                |
| Art des Akzents                                     | kein Akzent auf der letzten Silbe      | –                             | –                       | Barytonon               |

## Geschichte

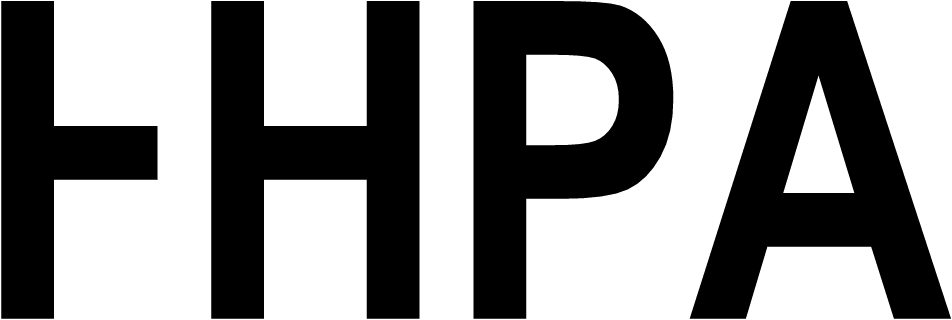
Demonstration für das Aussehen der Benutzung der Glyphe für [h] am Beispiel ἭΡΑ (Hera)

Für den h-Laut gab es im griechischen Alphabet ursprünglich den Buchstaben Heta. In dieser Form wurde es in das altitalische und so wiederum in das lateinische Alphabet übernommen und unser heutiges H daraus. Als dieser Laut im Ionischen verstummte, wurde dieser Buchstabe zum Eta für den Laut [ɛː] umfunktioniert. In dieser Form wurde er in Athen übernommen, wo es den h-Laut allerdings noch gab. Daher wurde teilweise die linke Hälfte des Eta (Ͱ, ähnlich ├) für diesen Laut verwendet. Späterhin entwickelte sich daraus der Spiritus asper. Der Spiritus lenis als graphisches Äquivalent für „kein [h]“ dagegen entwickelte sich aus der rechten Hälfte des Eta (Ͱ, ähnlich ┤). Einige Jahrhunderte später kamen die Akzente hinzu. Das Iota subscriptum hat sich aus dem verstummten Iota gebildet.
Mit der Zeit verschwand der tonsprachliche Charakter der griechischen Schrift. Damit verloren die Akzente ihre lautbildende Bedeutung. Der h-Laut verstummte generell. Die sprachlichen Änderungen waren bereits in mittelgriechischer Zeit weitgehend abgeschlossen,  dennoch wurden die diakritischen Zeichen auch in neugriechischen Texten bis in das 20. Jahrhundert beibehalten. Im Zuge der Rechtschreibreform von 1982 wurden jedoch alle Diakritika abgeschafft und durch einen einzigen Betonungsakzent, den Tonos, ersetzt. Die verschiedenen Schreibungen der einzelnen Laute (ι, η, υ, ει, οι und υι für [i], ο und ω für [ɔ], sowie αι und ε für [ɛ]) wurden jedoch beibehalten.
In einer kurzen Zwischenphase (vom Anfang des 20. Jahrhunderts bis 1982) wurde teilweise der Gravis durch den Akut ersetzt, vor allem in handschriftlichen Texten, in der offiziellen Rechtschreibung erst ab den sechziger Jahren des 20. Jahrhunderts; der Gravis wurde in den Grundschulen, wo der Unterricht in Dimotiki stattfand, nicht mehr gelehrt, griechische Schreibmaschinen aus dieser Zeit hatten keine Tasten für den Gravis.
Trotz der Einführung der monotonischen Orthographie 1982 gibt es Verlage und Privatpersonen, die aus ästhetischen Gründen oder aus Traditionsbewusstsein weiterhin polytonisch schreiben (z. B. die Zeitung „Estia“), oft mit dem vereinfachten System ohne Gravis.

## Beispiel für monotonische und polytonische Orthographie
Das Vaterunser:
Πάτερ ημών ο εν τοις ουρανοίς αγιασθήτω το όνομά σου·

ελθέτω η βασιλεία σου· γεννηθήτω το θέλημά σου, ως εν ουρανώ και επί της γης·

τον άρτον ημών τον επιούσιον δος ημίν σήμερον·

και άφες ημίν τα οφειλήματα ημών, ως και ημείς αφίεμεν τοις οφειλέταις ημών·

και μη εισενέγκης ημάς εις πειρασμόν, αλλά ρύσαι ημάς από του πονηρού.

αμήν.
Πάτερ ἡμῶν ὁ ἐν τοῖς οὐρανοῖς ἁγιασθήτω τὸ ὄνομά σου·

ἐλθέτω ἡ βασιλεία σου· γεννηθήτω τὸ θέλημά σου, ὡς ἐν οὐρανῷ καὶ ἐπὶ τῆς γῆς·

τὸν ἄρτον ἡμῶν τὸν ἐπιούσιον δὸς ἡμῖν σήμερον·

καὶ ἄφες ἡμῖν τὰ ὀφειλήματα ἡμῶν, ὡς καὶ ἡμεῖς ἀφίεμεν τοῖς ὀφειλέταις ἡμῶν·

καὶ μὴ εἰσενέγκῃς ἡμᾶς εἰς πειρασμόν, ἀλλὰ ῥῦσαι ἡμᾶς ἀπὸ τοῦ πονηροῦ.

ἀμήν.

## Zeichentabelle
Ein grau hinterlegtes Feld bedeutet, dass dieses Zeichen nicht existiert.

### Kleinbuchstaben
|                               | Reiner Vokal | Reiner Vokal | Reiner Vokal | Reiner Vokal | Reiner Vokal | Reiner Vokal | Reiner Vokal | Vokal mit Iota subscriptum | Vokal mit Iota subscriptum | Vokal mit Iota subscriptum |   |
| Alpha                         | Epsilon      | Eta          | Iota         | Omikron      | Ypsilon      | Omega        | Alpha        | Eta                        | Omega                      | Rho                        |   |
| ohne Spiritus/Akzent          | α            | ε            | η            | ι            | ο            | υ            | ω            | ᾳ                          | ῃ                          | ῳ                          | ρ |
| mit Akut                      | ά            | έ            | ή            | ί            | ό            | ύ            | ώ            | ᾴ                          | ῄ                          | ῴ                          |   |
| mit Gravis                    | ὰ            | ὲ            | ὴ            | ὶ            | ὸ            | ὺ            | ὼ            | ᾲ                          | ῂ                          | ῲ                          |   |
| mit Zirkumflex                | ᾶ            |              | ῆ            | ῖ            |              | ῦ            | ῶ            | ᾷ                          | ῇ                          | ῷ                          |   |
| Spiritus lenis                | ἀ            | ἐ            | ἠ            | ἰ            | ὀ            | ὐ            | ὠ            | ᾀ                          | ᾐ                          | ᾠ                          | ῤ |
| Spiritus asper                | ἁ            | ἑ            | ἡ            | ἱ            | ὁ            | ὑ            | ὡ            | ᾁ                          | ᾑ                          | ᾡ                          | ῥ |
| Spiritus lenis und Akut       | ἄ            | ἔ            | ἤ            | ἴ            | ὄ            | ὔ            | ὤ            | ᾄ                          | ᾔ                          | ᾤ                          |   |
| Spiritus lenis und Gravis     | ἂ            | ἒ            | ἢ            | ἲ            | ὂ            | ὒ            | ὢ            | ᾂ                          | ᾒ                          | ᾢ                          |   |
| Spiritus lenis und Zirkumflex | ἆ            |              | ἦ            | ἶ            |              | ὖ            | ὦ            | ᾆ                          | ᾖ                          | ᾦ                          |   |
| Spiritus asper und Akut       | ἅ            | ἕ            | ἥ            | ἵ            | ὅ            | ὕ            | ὥ            | ᾅ                          | ᾕ                          | ᾥ                          |   |
| Spiritus asper und Gravis     | ἃ            | ἓ            | ἣ            | ἳ            | ὃ            | ὓ            | ὣ            | ᾃ                          | ᾓ                          | ᾣ                          |   |
| Spiritus asper und Zirkumflex | ἇ            |              | ἧ            | ἷ            |              | ὗ            | ὧ            | ᾇ                          | ᾗ                          | ᾧ                          |   |

### Großbuchstaben
|                               | Reiner Vokal | Reiner Vokal | Reiner Vokal | Reiner Vokal | Reiner Vokal | Reiner Vokal | Reiner Vokal | Vokal mit Iota adscriptum !!! | Vokal mit Iota adscriptum !!! | Vokal mit Iota adscriptum !!! |   |
| Alpha                         | Epsilon      | Eta          | Iota         | Omikron      | Ypsilon      | Omega        | Alpha        | Eta                           | Omega                         | Rho                           |   |
| ohne Spiritus/Akzent          | Α            | Ε            | Η            | Ι            | Ο            | Υ            | Ω            | ᾼ                             | ῌ                             | ῼ                             | Ρ |
| mit Akut                      | Ά            | Έ            | Ή            | Ί            | Ό            | Ύ            | Ώ            |                               |                               |                               |   |
| mit Gravis                    | Ὰ            | Ὲ            | Ὴ            | Ὶ            | Ὸ            | Ὺ            | Ὼ            |                               |                               |                               |   |
| mit Zirkumflex                |              |              |              |              |              |              |              |                               |                               |                               |   |
| Spiritus lenis                | Ἀ            | Ἐ            | Ἠ            | Ἰ            | Ὀ            |              | Ὠ            | ᾈ                             | ᾘ                             | ᾨ                             |   |
| Spiritus asper                | Ἁ            | Ἑ            | Ἡ            | Ἱ            | Ὁ            | Ὑ            | Ὡ            | ᾉ                             | ᾙ                             | ᾩ                             | Ῥ |
| Spiritus lenis und Akut       | Ἄ            | Ἔ            | Ἤ            | Ἴ            | Ὄ            |              | Ὤ            | ᾌ                             | ᾜ                             | ᾬ                             |   |
| Spiritus lenis und Gravis     | Ἂ            | Ἒ            | Ἢ            | Ἲ            | Ὂ            |              | Ὢ            | ᾊ                             | ᾚ                             | ᾪ                             |   |
| Spiritus lenis und Zirkumflex | Ἆ            |              | Ἦ            | Ἶ            |              |              | Ὦ            | ᾎ                             | ᾞ                             | ᾮ                             |   |
| Spiritus asper und Akut       | Ἅ            | Ἕ            | Ἥ            | Ἵ            | Ὅ            | Ὕ            | Ὥ            | ᾍ                             | ᾝ                             | ᾭ                             |   |
| Spiritus asper und Gravis     | Ἃ            | Ἓ            | Ἣ            | Ἳ            | Ὃ            | Ὓ            | Ὣ            | ᾋ                             | ᾛ                             | ᾫ                             |   |
| Spiritus asper und Zirkumflex | Ἇ            |              | Ἧ            | Ἷ            |              | Ὗ            | Ὧ            | ᾏ                             | ᾟ                             | ᾯ                             |   |